# Alberto Cavallone
Alberto Cavallone (* 8. August 1938 in Mailand; † 12. November 1997 in Rom) war ein italienischer Filmregisseur und Drehbuchautor.

## Leben
Cavallone widmete sich früh seiner Leidenschaft, dem Filmemachen und ließ sich auch durch einen eher unglücklichen Beginn – nach seinem Debüt, einem Dokumentarfilm, blieb sein 1962 entstandener erster Spielfilm unveröffentlicht – nicht von seinem Konzept abbringen, Filme gegen die gewohnten Konventionen zu inszenieren und bebilderte Gewalt, surrealistische Visionen und Erotik zu mischen. Von der Kritik wurden die Filme mehrheitlich abgelehnt; gegen Ende seiner Regiekarriere drehte Cavallone unter Pseudonymen einige Hardcorefilme. Bis dahin hatte er in nahezu allen seinen Filmen die weibliche Hauptrolle mit seiner Frau, der Schauspielerin Jane Avril (eigentlich: Maria Pia Luzi), besetzt.

## Filmografie (Auswahl)
- 1967: Du stirbst um sechs in Tetuan (La lunga sfida) (Drehbuch)
- 1969: Salamander (Le salamandre)
- 1983: Er – Stärker als Feuer und Eisen (La guerra del ferro – Ironmaster) (Drehbuch)